# Javorniczky István
Javorniczky István (Budapest, 1952. január 11.) magyar újságíró.

## Élete
Javorniczky József és Szőllőssy Nóra gyermekeként született.
1971-1976 között az ELTE JTK hallgatója volt. 1979-1982 között szociológiát tanult.
1976-2000 között a Magyar Nemzet munkatársa volt. 1991-1998 között az Alkotmánybíróság sajtófőnöke volt. 1997-től 10 évig a Fundamentum című folyóirat szerkesztője volt. 2001 óta a Budapesti Kommunikációs és Üzleti Főiskola szakvezető docense.

## Művei
- Eljő az a nagy, szép idő... (regény, 1990)
- Magyar politikusok arcképcsarnoka (társszerző, 1998)
- Adatőrségen. Történetek a Tüköry utcából; szerk. Javorniczky István, Majtényi László; Emberi Jogi Információs és Dokumentációs Központ–Indok, Bp., 1999
- Személyes ezredforduló. 16 beszélgetés a 20. századról (2001)
- Főhősök nyomában avagy Egy szerző keres egy témát; szerzői, Bp., 2019
- Mindig fölfeslik valahol avagy A törvény szövedékének a szövedéke. Valóságos fikció; szerzői, Bp., 2019
- A kisfiú ébredése. Kavicsdarabkák a nyolcvanas évekből; szerzői, Bp., 2020
- A takahemadár. Levél és múlás; szerzői, Bp., 2020
- A magyarság és az egyház szolgálatában. Életinterjú dr. Keresztes Sándorral; sajtó alá rend., szerk. Keresztes András; METEM–Historia Ecclesiastica Hungarica Alapítvány, Bp., 2021

## Díjai
- Mihályfi Ernő-díj (1986)
- IRAT-nívódíj (1991)
- Nagy Imre-emlékplakett (1995)
- Joseph Pulitzer-emlékdíj (1998)

## Külső hivatkozások
- Életrajza a Budapesti Metropolitan Egyetem honlapján
- Joseph Pulitzer-emlékdíj Alapítvány honlapja Archiválva 2010. február 13-i dátummal a Wayback Machine-ben
- Petőfi Irodalmi Múzeum
- Kortárs magyar írók